# 乌塘鳢
乌塘鳢（学名：Bostrichthys sinensis）为塘鳢科乌塘鳢属的鱼类，俗名汶鱼。分布於斯里兰卡、印度、泰国、菲律宾、印度尼西亚、澳大利亚、美拉尼西亚、波利尼西亚、台湾岛以及中国南海、东海等海域，多栖息于河口或淡水内。该物种的模式产地在中国。
其种加词“sinensis”意为“中华的”。